# 李佳霏
李佳霏（1976年12月23日—），生於中華民國台灣省桃園縣（今桃園市），曾任中央通訊社記者、馬英九吳敦義競選連任辦公室發言人、中華民國總統府副發言人、中華民國總統府發言人、中國國民黨文傳會副主委兼文宣部主任。現為雄獅旅遊董事長特助。
於2013年至2014年間擔任中華民國總統府發言人，是中華民國史上首位女性總統府發言人。

## 生平
畢業於國立臺南女中、國立政治大學法律學士、國立臺灣大學國家發展研究所碩士。研究所畢業後擔任中央社記者，主跑黨政與總統府新聞。
2011年5月4日，由中央社辭職，轉任馬英九吳敦義競選連任辦公室發言人。2012年，李佳霏擔任新設立的總統府副發言人。8月1日，李佳霏由總統府副發言人轉任國民黨文傳會副主委。
2013年2月，李佳霏接任總統府發言人，是史上首位女性總統府發言人。。
2014年5月11日，李佳霏卸下總統府發言人職位，轉任國民黨文傳會副主委兼文宣部主任一職，副發言人馬瑋國升任發言人一職。現任國民黨文傳會副主委兼發言人殷瑋，入府擔任府秘書並兼任發言人。。

## 家庭
李佳霏已婚，育有二女。

## 爭議

### 紙條事件
李佳霏於2013年5月20日的國家防災會議上，傳紙條給主持會議的馬英九總統，紙條上寫「總統：媒體在拍您打瞌睡　霏」，引起新聞事件。大量新聞媒體批評傳遞紙條的動作，並且批評李的署名輕佻，李佳霏對這些批評不回應。

### 手機遊戲邀請事件
2014年1月22日，媒體報導，李佳霏在上班時間發出手機遊戲邀請。這個事件引起反對黨、新聞媒體及輿論的批評。
李佳霏回應，她平常都用Line跟媒體聯絡，是因「一時好奇」才回應了朋友的手機遊戲邀請。

### 太陽花學運
針對太陽花學運召開的總統記者會，會中她只開放國內特定媒體三個提問，不開放其他媒體，被媒體批評態度傲慢。
3月25日，李佳霏與學運領袖林飛帆進行電話聯繫，《蘋果日報》記者進行報導。
3月28日，林飛帆接受壹電視訪問，認為是李佳霏刻意放話。3月29日，李佳霏在個人臉書上公布兩人對話內容，否認曾放話。當天直擊的《蘋果》記者則說，當時在議場內聽到有學生向林飛帆說「府隨時要打電話」，稍後林就接到府方電話，馬上處理成即時新聞。
3月29日，《風傳媒》報導，黃國昌、林飛帆與交大校長吳妍華等人會商學運退場問題。黃國昌與、林飛帆召開記者會否認，並指風傳媒撰文記者仇佩芬事後打電話向他道歉，還說是總統府透露的消息；黃痛批總統府散布不實訊息。但《風傳媒》發聲明，指記者是因新聞未向黃查證而道歉，並未透露新聞來源。
總統府副秘書長蕭旭岑與黃國昌私下會晤，討論學運，消息在媒體曝光。李佳霏在個人臉書評論，認為黃國昌與蕭旭岑會面遭媒體報導一事，是林飛帆操作媒體與民意的兩面手法。黃國昌認為黃隨後臉書回嗆：「再美麗的臉也遮演不了醜惡的心」，暗示此事為李佳霏設局。

## 媒體評論
- 民視新聞在2013年5月9日廣大興案的總統府記者會後，批評她的穿著、空有漂亮臉蛋，發言不及洪家大姐鏗鏘有力。
- 自由時報同樣批評她的穿著，以及發言不夠強悍[17]。更形容李佳霏如百貨公司專櫃小姐[18]。
  - 李佳霏回應，她的性別跟外貌不是她能決定，她所能做的，就是每一天認真努力的做好份內工作。[19]。

## 外部連結
| 官衔            | 官衔                                       | 官衔               |
| --------------- | ------------------------------------------ | ------------------ |
| 前任： 首任     | 總統府副發言人 2012年5月20日－2012年8月1日 | 繼任： 馬瑋國      |
| 前任： 范姜泰基 | 總統府發言人 2013年2月18日－2014年5月11日  | 繼任： 馬瑋國 殷瑋 |